# 波馬尼山
17°4′13″S 70°28′18″W / 17.07028°S 70.47167°W
波馬尼山（Pomani），是秘魯的山峰，位於該國南部莫克瓜大區的涅托元帥省，處於圖圖帕卡火山西南面和丘基阿南塔山西北面，屬於安第斯山脈的一部分，海拔高度5,300米。